# Cerithidea fuscata
Cerithidea fuscata är en snäckart som beskrevs av Gould 1857. Cerithidea fuscata ingår i släktet Cerithidea och familjen Potamididae. Inga underarter finns listade i Catalogue of Life.